# Cigeľ
Cigeľ (in ungherese Cégely, in tedesco Ziegel) è un comune della Slovacchia facente parte del distretto di Prievidza, nella regione di Trenčín.
Fu menzionato per la prima volta in un documento storico nel 1362 con il nome di Ziggel.